# Kinect Nat Geo TV
Kinect Nat Geo TV es un videojuego interactivo en HD que hace uso del periférico de seguimiento corporal Kinect. Fue desarrollado por Relentless Software y publicado por Microsoft Game Studios para ser lanzado el 18 de septiembre de 2012.
El videojuego está distribuido en dos discos que contienen la primera "estación" de Nat Geo para Kinect TV o "America the wild" (la salvaje América) dirigido por el especialista en osos pardos del National Geographic Channel Casey Anderson. El videojuego está compuesto de ocho episodios en HD de aproximadamente 30 minutos cada uno, con una serie de minijuegos que permitirán al jugador hacer uso del sensor Kinect y demostrar lo aprendido de una forma divertida e interactiva.